# Інститут професійної підготовки імені Ґ'яні Індера Сінґха
Інститут професійної підготовки імені Ґ'яні Індера Сінґха (англ. Gyani Inder Singh Institute of Professional Studies, GISIPS) — інститут у місті Деградун, столиці індійського штату Уттаракханд. Тут викладаються курси з біотехнології, фармакології, хімії, екології, інших пов'язаних наук.